# Pobrđani (Čazma)
Pobrđani is een plaats in de gemeente Čazma in de Kroatische provincie Bjelovar-Bilogora. De plaats telt 29 inwoners (2001).